# Clarac (Pyrénées-Atlantiques)
Pour les articles homonymes, voir Clarac.
Clarac est une ancienne commune française du département des Basses-Pyrénées (aujourd’hui Pyrénées-Atlantiques). En 1863, la commune est intégrée à Nay.

## Géographie
Le village est situé à l'est du département, à vingt kilomètres au sud-est de Pau.

## Toponymie
Le toponyme Clarac apparaît sous les formes Sent-Johan de Clarac (1547, réformation de Béarn) et Claracq (1793 ou an II).
D’après Paul Raymond, le chemin de Clerguet, conduisant à Clarac, traversait Asson et Igon, et délimitait les communes d’Asson et de Nay. On le trouve sous la graphie lo cami Clargues ou le cami Claragues en 1536, le grant camii aperat Clergues en 1547 (réformation de Béarn pour toutes les citations).

## Histoire
Auriol Centulle, troisième fils de Centulle IV de Béarn et d'Angèle d'Oloron, était seigneur de Clarac, Igon, Baudreix, Boeil et Auga.
Paul Raymond note qu'il y avait à Clarac une abbaye laïque, vassale de la vicomté de Béarn. Le village était une dépendance de l'abbaye de Saint-Pé (Hautes-Pyrénées).
Le canton de Clarac (les communes qui le composaient faisaient, en 1790, partie du canton de Nay) comprenait Angaïs, Baudreix, Bénéjacq, Beuste, Bezing, Boeil, Bordères, Bordes-près-Nay, Clarac, Coarraze, Igon, Lagos, Lestelle, Mirepeix et Montaut.

## Démographie
| 1793 | 1800 | 1806 | 1821 | 1831 | 1836 | 1841 | 1846 | 1851 |
| ---- | ---- | ---- | ---- | ---- | ---- | ---- | ---- | ---- |
| 233  | 253  | 265  | 300  | 330  | 339  | 312  | 350  | 345  |

| 1856 | - | - | - | - | - | - | - | - |
| ---- | - | - | - | - | - | - | - | - |
| 333  | - | - | - | - | - | - | - | - |

## Lieux et monuments
- Musée gallo-romain présentant les découvertes archéologiques réalisées sur le site voisin de la villa romaine de Villa gallo-romaine de Lalonquette.

## Pour approfondir